# Dunhuang

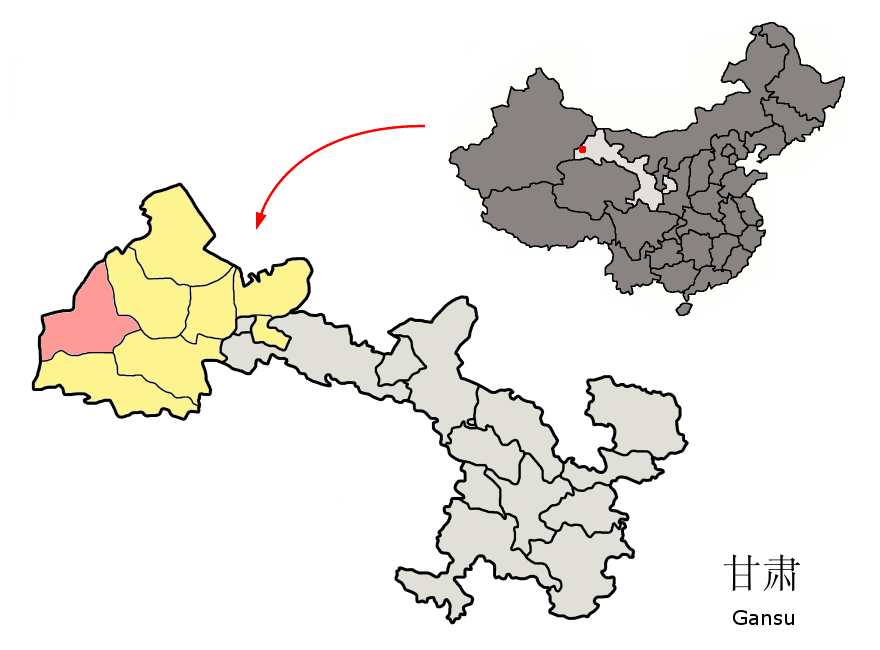
Lage der kreisfreien Stadt Dunhuang (rosa) in der bezirksfreien Stadt Jiuquan (gelb)

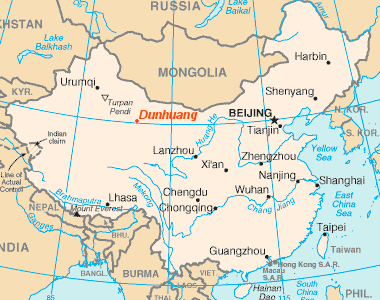
Lage Dunhuangs in China

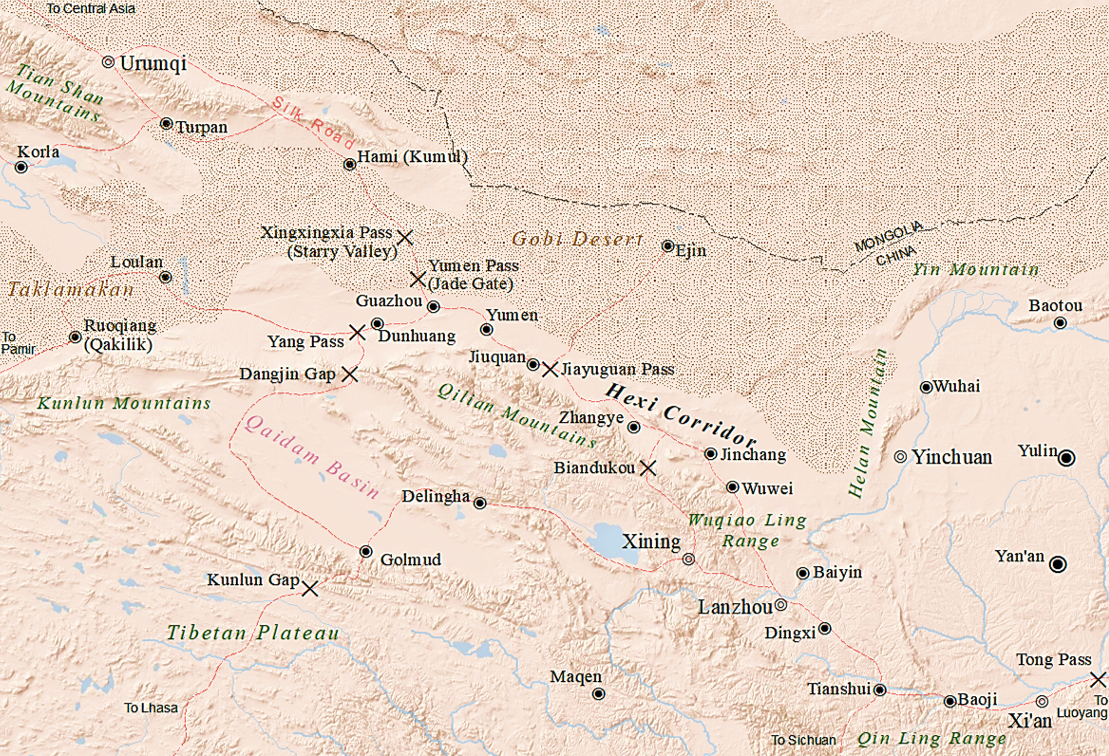
Detailkarte des Hexi-Korridors mit Dunhuang

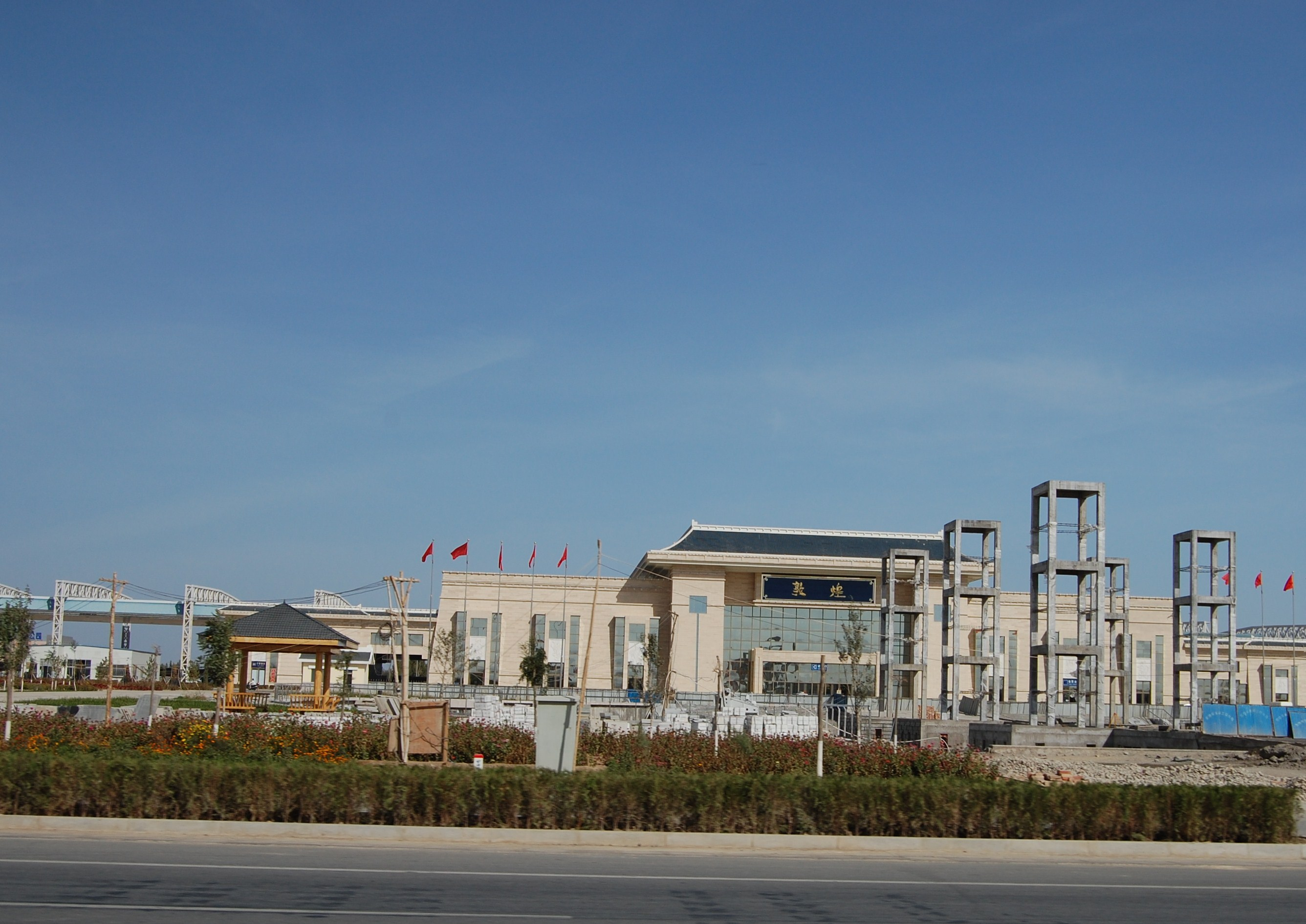
Bahnhof in Dunhuang

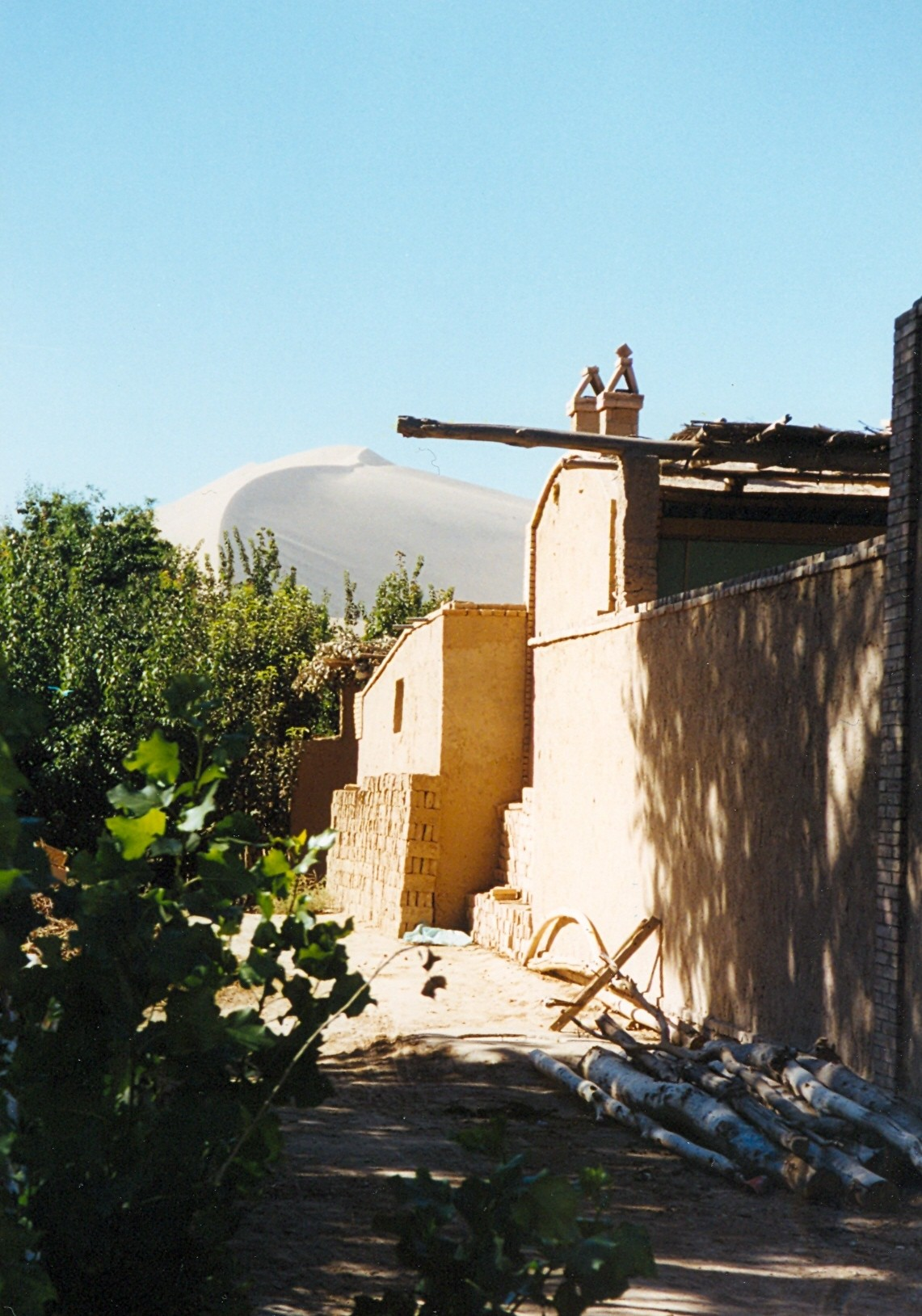
Mingsha Shan, „Widerhallende Sanddünen“ bei Dunhuang

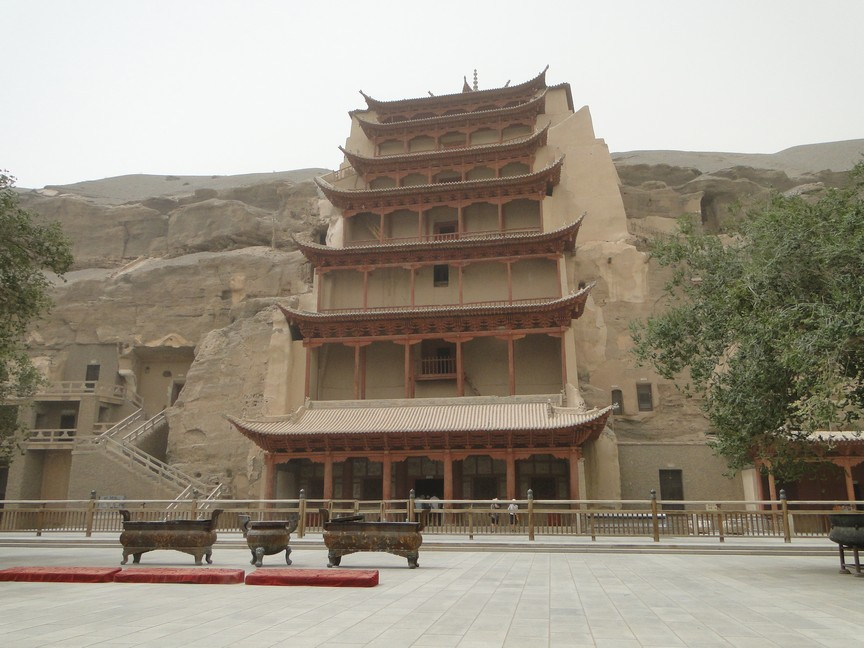
Mogao-Grotten

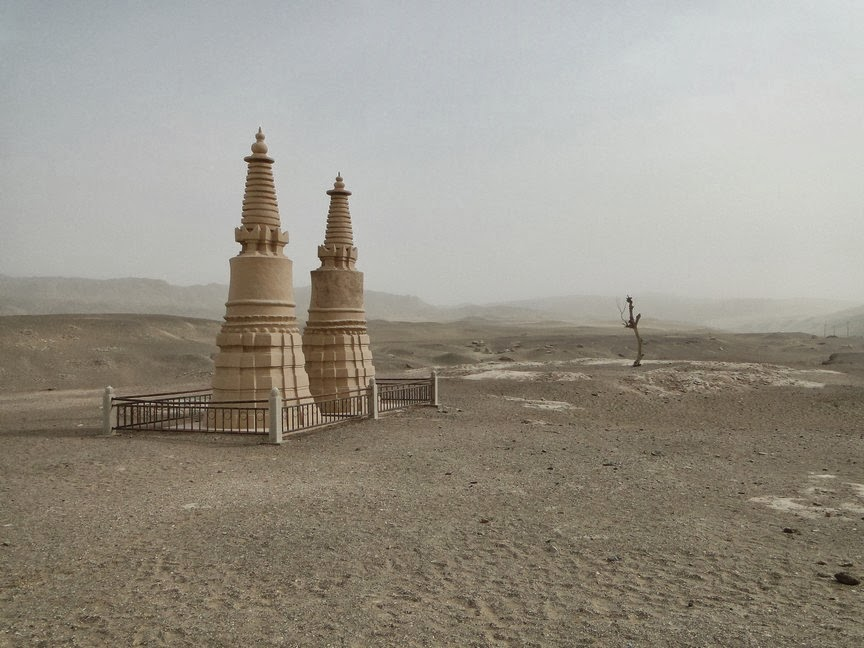
Einsame Denkmäler in der Wüste in der Nähe von Donghuang

Dunhuang (chinesisch 敦煌市, Pinyin Dūnhuáng Shì; auch Tunhuang, Uigurisch: Dukhan) ist eine alte Oasenstadt im Nordwesten der westchinesischen Provinz Gansu. Während der Zeit, in der die Seidenstraße genutzt wurde, war Dunhuang einer der populärsten Rastorte auf der Route.
Als kreisfreie Stadt gehört sie zum Verwaltungsgebiet der bezirksfreien Stadt Jiuquan. Sie verwaltet ein Territorium von 30.984 Quadratkilometern und zählt 191.100 Einwohner (Stand: Ende 2018). Die Nachbarn von Dunhuang sind Guazhou im Nordosten, Subei im Südosten, Aksay im Süden und Xinjiang im Westen.

## Geographie

### Lage
Dunhuang liegt am Westende des Hexi-Korridors inmitten von Wüstengebieten. Im Süden des Territoriums von Dunhuang liegt das Qilian-Shan-Gebirge, im Norden das Mazong-Shan-Gebirge, im Westen und Osten die Wüste Gobi. Das Relief ist im Norden und Süden gebirgig, von Westen nach Osten bildet es eine leicht geneigte Ebene mit einer Durchschnittshöhe von 1139 m. Unweit der Stadt Richtung Westen teilt sich die Seidenstraße in ihren nördlichen und südlichen Zweig zur Umgehung der Wüste Taklamakan. Hier befindet sich auch der Yangguan, ein wichtiger Pass. Dunhuang hat ein trockenes kontinentales Wüstenklima.

### Administrative Gliederung
Auf Gemeindeebene setzt sich das Verwaltungsgebiet aus neun Großgemeinden zusammen. Diese sind:
- Großgemeinde Shazhou (沙州镇), Zentrum, Sitz der Stadtregierung;
- Großgemeinde Qili (七里镇);
- Großgemeinde Suzhou (肃州镇);
- Großgemeinde Mogao (莫高镇);
- Großgemeinde Yangguan (阳关镇);
- Großgemeinde Guojiabu (郭家堡乡);
- Großgemeinde Yueya Quan (月牙泉镇);
- Großgemeinde Zhuanqukou (转渠口镇);
- Großgemeinde Huangqu (黄渠镇).

## Bevölkerung
Beim Zensus im Jahr 2000 wurden in Dunhuang 187.578 Menschen gezählt (Bevölkerungsdichte 6,96 Einwohner/km²).
| Name des Volkes | Einwohner | Anteil  |
| --------------- | --------- | ------- |
| Han             | 183.616   | 97,89 % |
| Hui             | 2.556     | 1,36 %  |
| Tu              | 297       | 0,16 %  |
| Tibeter         | 295       | 0,16 %  |
| Mongolen        | 186       | 0,1 %   |
| Mandschu        | 172       | 0,09 %  |
| Dongxiang       | 98        | 0,05 %  |
| Tujia           | 76        | 0,04 %  |
| Miao            | 73        | 0,04 %  |
| Uiguren         | 59        | 0,03 %  |
| Salar           | 31        | 0,02 %  |
| Koreaner        | 21        | 0,01 %  |
| Sonstige        | 98        | 0,05 %  |

## Geschichte
Bereits im Jahre 111 v. Chr. wurde Dunhuang von Kaiser Wudi der westlichen Han-Dynastie gegründet. Aufgrund seiner Lage an der alten Seidenstraße spielte es als wichtigster chinesischer Knotenpunkt dieses Handelsweges eine bedeutende Rolle im Kultur- und Warenaustausch mit dem Westen. So breitete sich der Buddhismus, ausgehend von Dunhuang, in China aus. Im Jahre 366 wurde der Bau der Mogao-Grotten begonnen und bis ins 14. Jahrhundert fortgeführt.
787 eroberten die Tibeter Dunhuang. Nach dem Zusammenbruch des tibetischen Reiches zogen sich die Tibeter aus ihren Besitzungen in Gansu und Ostturkistan zurück. In Dunhuang entstand der unabhängige "Staat des Guiyijun" (Kuei i-chün), der von 848 bis in die 890er Jahre bestand.

## Sehenswürdigkeiten
- 25 km südöstlich von Dunhuang liegen die buddhistischen Mogao-Grotten; zahlreiche weitere Höhlentempel werden unter der Bezeichnung Dunhuang-Grotten zusammengefasst.
- Etwa 5 km südlich befindet sich ein Gebiet mit bis zu 300 m hohen Widerhallenden Sanddünen (Mingsha Shan),
- und davor der Yueya Quan („Mondsichel-See“, wörtlich „Mondsichel-Quelle“), eine durch den Sand bedroht wirkende Wasserstelle.
- Teilstücke der chinesischen Mauer aus der Han-Dynastie und die Fengsui-Ruine[2]